# Torino FC
A Torino Football Club, vagy egyszerűen csak Torino, egy olasz labdarúgócsapat, amely jelenleg a Serie A-ban szerepel.
A gránátvörös mezben játszó egyesület eddig ötször nyerte meg a olasz elsőosztályú labdarúgó-bajnokság küzdelmeit, először az 1927-28-as szezonban, utoljára pedig már több mint 30 éve, az 1975-76-os szezonban, valamint emellett az Olasz Kupát is sikerült már öt alkalommal megnyerniük. Európai porondon a legsikeresebb szezonjuk az 1991-92-es volt, amikor az UEFA-Kupában döntőt játszottak. Jelenleg a Torino az ország negyedik legsikeresebb klubcsapata.
A csapat nevei 1970- ig az Associazione Calcio Torino, ezután 2005- ig a Torino Calcio, majd 2005-től a Torino FC.

## A csapat története
A Foot-Ball Club Torino-t 1906. december 3-án alapították egy találkozó után a Voigt sörözőben Torino központja mellett pár, a Juventus távozó ember jóvoltából, Alfredo Dick vezetésével többek között a svájci üzletember, Hans Schoenbrod (a klub első elnöke), valamint Vittorio Pozzo, aki később az olasz csapatot vezette.
Az egyesület első pályája a Velodromo Umberto I lett, a La Crocetta szomszédságában, amit Dick csak bérelt. A Torino magához csalt több játékost is, például az FBC Torinesétől.

### Serie A
A Torino részt vett a világ egyik első nemzetközi tornáján, a Torneo Internazionale Stampa Sportiva-n, amit Torinóban rendeztek, ám ennek ellenére sem sikerült nyerni, ugyanis a döntőben 3:1-es vereséget szenvedtek a Servette gárdájától.
A korai évek után a csapat első kísérlete, hogy belépjen az olasz labdarúgó-bajnokságba, az 1. világháború miatt meghiúsult, majd a csapat első scudettóját is visszavonták egy Juventus elleni meccs után történt szabálytalanságok miatt. Ténylegesen az 1927-28-as szezonban lettek bajnokok, majd az 1942-43-as és az 1948-49-es szezon között az egyszerűen csak Grande Torino (Nagy Torino) néven ismert, sokak szerint a valaha volt legjobb olasz csapat, zsinórban 5 alkalommal nyerte meg a Serie A-t a csapatkapitány, Valentino Mazzola vezetésével. Ám 1949. május 4-én történt egy szörnyű repülőgép-szerencsétlenség az olaszországi Superga-hegynél, ahol 1 híján az egész csapat (az az 1 játékos sérülés miatt nem utazott a csapattal) meghalt. A klub sosem tudta még egyszer megismételni korábbi sikereit, majd az 1958-59-es szezonban kiestek a Serie B-be, ám rögtön a következő szezonban vissza is jutottak.
A csapat az 1960-as évektől egészen az 1980-as évek végéig viszonylag jó eredményeket produkált a Serie A-ban, sőt, 1976-ban újfent sikerült megnyerniük a legmagasabb osztály küzdelmeit. Ezután "liftezni" kezdtek az első- és a másodosztály között, ezalatt a legnagyobb siker egy Olasz Kupa az 1992-93-as szezonban és egy Mitropa-Kupa-győzelem volt 1991-ben. Az egyesület eddigi legjobb eredménye az 1991-92-es szezonban elért UEFA-kupa-döntő volt, ám ott alulmaradtak az Ajaxszal szemben.
A 2004-05-ös szezonban a csapat 3. helyen végzett a Serie B-ben, és miután megnyerték az osztályozót, ismét följtottak az első osztályba. Azonban az Olasz labdarúgó-szövetség a Messinával együtt kizárta a csapatot pénzügyi nehézségek miatt. Azonban míg a Messina talpra tudott állni, addig a Torino eltűnt az olasz sporttérképről.
A Lodo Petrucci- törvénynek köszönhetően(ami lehetővé teszi, hogy a megszűnt klub jogutódjának csak egy osztállyal lejjebb kelljen indulnia), egy új csapat alakult Torino FC néven. A 2005-06-os szezonban rögtön a 3. helyen végeztek, és 2 osztályozó után följutottak a Serie A-ba.
Még ezekben a sikertelen években is, a csapat viszonylag jó eredményeket ért el a városi rivális Juventus ellen. 1990-től, a csapat a 69040 főt befogadó Stadio Delle Alpiban játszza mérkőzéseit, megosztva a Juventusszal. 1990-t megelőzően szintén a Stadio Comunalét használták, mintegy 30 évig, majd a Stadio Filadelfiába, a Grande Torino korábbi otthonába költöztek.
A 2006-07-es szezontól kezdve egy új, ám kisebb stadionba, a Stadio Grande Torinóban játsszák mérkőzéseiket, ami jelenleg kicsivel több mint 27 000 fő befogadására alkalmas. (A fölújított Stadio Comunale)
az 1990-es világkupához épített Stadio Delle Alpi lebontották, a helyszínen pedig a Juventus tulajdonában lévő és 2011 óta működő Juventus Stadium épült.
Amikor a Torino otthon játszik, gesztenyebarna fölsőt és fehér rövidnadrágot viselnek (esetenként teljesen barna), idegenben ugyanez általában teljesen fehér. Edzéseken vagy piros-fehér, vagy piros-fekete szerelést viselnek.

## Il Grande Torino
A sokak által egyszerűen csak Grande Torino (Nagy Torino) néven ismert csapat az 1940-es évek Torinója, amely máig szinte egyedülálló módon (ugyanezt csak a Juventus tudta mintegy 10 évvel előttük megtenni), zsinórban ötször nyert bajnokságot. A legtöbb ember szerint a valaha volt legsikeresebb olasz csapat, ami rengeteg fontos rekordot állított föl, és amelyek közül még ma is jó pár fönnáll.
Koránál jóval modernebb futballt játszott, például a 4-4-2-es felállást 10 évvel a brazilok 1958-ban világbajnok együttese előtt, és egyes taktikai elemeiket a hollandok az 1970-es években használták.
A klub kezdőcsapata kisebb-nagyobb eltérésekkel a következő volt:
Valerio Bacigalupo- Aldo Ballarin, Virgilio Maroso, Pino Grezar, Mario Rigamonti – Eusebio Castigliano, Romeo Menti, Ezio Loik, Guglielmo Gabetto – Valentino Mazzola és Franco Ossola.
Ekkortájt az olasz válogatott gerincét (több mint felét) e csapat játékosai adták. 1947. május 11-én, egy, a magyarok ellen 3:2-re megnyert meccsen a válogatott 10 Torino-játékossal és a Juventus kapusával, Sentimenti IV-gyel. Az edző, Vittorio Pozzo később lecserélte Sentimentit Bacigalupora, így létrejött az, hogy csak 1 csapat adta a válogatott kezdő 11-ét.
A csapat legendás alakja a kapitány, Valentino Mazzola, aki a válogatott csapatkapitánya is volt, és aki egyben édesapja az 1960-as, 1970-es évek legendás Inter-játékosának, Sandro Mazzolának. Az idősebbik Mazzola egy majdhogynem tökéletes irányító középpályás volt, aki nagyszerűen  passzolt, sok gólt lőtt, szerelt, védekezett, inspirálta és ha kellett, a hátára vette a csapatot.

### Grande Torino-rekordok
- A legtöbb (5) egyhuzamban megnyert bajnoki cím (1942-43, 1945-46, 1946-47, 1947-48, 1948-49, 1944-ben és 45-ben szünetelt a bajnokság a második világháború miatt) – ugyanezt a Juventus is megtette az 1930-31-es, 1931-32-es, 1932-33-as, 1933-34-es és az 1934-35-ös szezonban
- A leghosszabb, otthoni vereség nélküli sorozat (1945-46, 1946-47, 1947-48, 1948-49)
- A leghosszabb győzelmi sorozat, 93 meccs, ebből 83 győzelem és 10 döntetlen (1943. január 24-étől 1949. április 30-áig)
- A legtöbb pont (65) egy szezon alatt (még a 2 pontos rendszerben), az 1947-48-as szezonban
- A legnagyobb különbséggel megnyert bajnoki cím (16 pont a Milan, a Juventus és a Triestina előtt szintén az 1947-48-as szezonban, Torino: 65 pont, Milan, Juve, Triestina: 49 pont)
- A legnagyobb különbségű otthoni győzelem: 10:0 az Alessandria ellen (1947-48)
- A legnagyobb különbségű idegenbeli győzelem: 7:0 a Roma ellen (1945-46)
- Legtöbb győzelem (20) 1 szezonban (16 csapatos bajnokság): 30 meccsen 20 győzelem (1942-43)
- Legtöbb győzelem (20 és 21 csapatos bajnokság): 28 győzelem 38 meccsen (1946-47) és 29 győzelem 40 meccsen (1947-48)
- Legtöbb hazai győzelem: 20 meccsen 19 győzelem (1947-48)
- Legtöbb idegenbeli győzelem (16 csapatos bajnokság): 10 győzelem 15 meccsen (1942-43)
- Legtöbb idegenbeli győzelem (20 és 21 csapatos bajnokság): 13 győzelem 19 meccsen (1946-47)
- Legtöbb otthon szerzett pont: 39 a megszerezhető 40-ből (1947-48)
- Legtöbb idegenben szerzett pont (16 csapatos bajnokság): 22 a megszerezhető 30-ból (1942-43)
- Legkevesebb otthon elvesztett pont: 1 a 40-ből (1947-48 és 48-49)
- Legkevesebb vereség egy szezonban: 38 meccsen 3 (1946-47 és 1948-49)
- Legkevesebb idegenbeli vereség: 19 meccsen 3 (1946-47 és 1948-49)
- Legtöbb szerzett gól: 125 (1947-48)
- Legtöbb otthon szerzett gól: 89 (1947-48)
- Legtöbb idegenben szerzett gól (16 csapatos bajnokság): 31 (1942-43)
- Legtöbb idegenben szerzett gól (20 és 21 csapatos bajnokság): 36 (1946-47 és 1947-48)
- Legtöbb szerzett gól 5 szezon alatt: 408 (Az 1942-43-as és az 1948-49-es szezon között)
- Legkevesebb kapott gól (21 csapatos bajnokság): 33 (1947-48)
- Legkevesebb idegenben kapott gól (16 csapatos bajnokság): 9 (1942-43)
- Legjobb gólátlag: 3,787 meccsenként (1947-48)
- Legtöbb pont fél szezon alatt: 38-ból 34 (1946-47) és 40-ből 36 (1947-48)
- Leghosszabb lejátszott meccs: az 1920-21-es szezonban, a Torino és a Legnano között. Miután a csapatok lejátszották a 90 percet és a kétszer 15 perces hosszabbítást, a csapatok a hosszabbítás 3. periódusának 8. percében a csapatok nem folytatták tovább a meccset, és az akkor még 2 pontot később a Legnanonak adták.

## Híres játékosok
| - Enrico Annoni - Antonino Asta - Valerio Bacigalupo - Dino Baggio - Aldo Ballarin - Dino Ballarin - Adolfo Baloncieri - Enzo Bearzot - Giorgio Bresciani - Pasquale Bruno - Luca Bucci - Luciano Castellini - Angelo Cereser - Sandro Cois - Roberto Cravero - Giuseppe Dossena - Rubens Fadini - Marco Ferrante - Giorgio Ferrini - Natalino Fossati - Diego Fuser - Gugliemo Gabetto - Fabio Galante - Francesco Graziani - Giuseppe Grezar - Gianluigi Lentini - Ezio Loik | - Cristiano Lucarelli - Luca Marchegiani - Virgilio Maroso - Danilo Martelli - Valentino Mazzola - Romeo Menti - Gigi Meroni - Roberto Mozzini - Roberto Mussi - Franco Ossola - Eraldo Pecci - Gianluca Pessotto - Silvio Piola - Paolo Pulici - Mario Rigamonti - Ruggiero Rizzitelli - Roberto Rosato - Claudio Sala - Patrizio Sala - Andrea Silenzi - Giuliano Terraneo - Lido Vieri - Renato Zaccarelli - Patricio Hernández - Julio Libonatti - Toni Polster | - Walter Schachner - Enzo Scifo - Johan Walem - Fernando - Júnior - Walter Casagrande - Müller - Pinga - Robert Jarni - Krunoslav Jurčić - Gerry Hitchens - Jocelyn Angloma - Benoît Cauet - Abédi Pelé - Faas Wilkes - Dionisio Arce - Denis Law - Nikola Lazetić - Joaquín Peiró - Martín Vázquez - Hasse Jeppson - Hakan Şükür - Álvaro Recoba - Carlos Aguilera - Enzo Francescoli - Gustavo Méndez - Haris Skoro |

## Jelenlegi keret
Utolsó módosítás: 2022. augusztus 19.
A vastaggal jelzett játékosok felnőtt válogatottsággal rendelkeznek.
A dőlttel jelzett játékosok kölcsönben szerepelnek a klubnál.
| Mezszám                | Név                    | Nemzetiség      | Születési hely           | Születési idő (kor)           | Korábbi csapat           | Érték(€)   | Szerződés lejárta |
| Kapusok                | Kapusok                | Kapusok         | Kapusok                  | Kapusok                       | Kapusok                  | Kapusok    | Kapusok           |
| ---------------------- | ---------------------- | --------------- | ------------------------ | ----------------------------- | ------------------------ | ---------- | ----------------- |
| 1                      | Etrit Berisha          | ALB · SWE       | Pristina                 | 1989. március 10. (36 éves)   | SPAL                     | 800 000    | 2024.06.30.       |
| 32                     | Vanja Milinković-Savić | SRB · SPA       | Ourense                  | 1997. február 20. (28 éves)   | KS Lechia Gdańsk         | 2 500 000  | 2024.06.30.       |
| 89                     | Luca Gemello           | ITA             | Savigliano               | 2000. július 3. (24 éves)     | Utánpótlásból került fel | 300 000    | 2023.06.30.       |
| Védők                  |                        |                 |                          |                               |                          |            |                   |
| 3                      | Perr Schuurs           | holland         | Nieuwstadt               | 1999. november 26. (25 éves)  | AFC Ajax                 | 7 000 000  | Nem publikus      |
| 4                      | Alessandro Buongiorno  | ITA             | Torino                   | 1999. június 6. (25 éves)     | Utánpótlásból került fel | 4 000 000  | 2025.06.30.       |
| 5                      | Armando Izzo           | ITA             | Nápoly                   | 1992. március 2. (33 éves)    | Genoa CFC                | 2 800 000  | 2024.06.30.       |
| 6                      | David Zima             | CZE             | Olomouc                  | 2000. november 8. (24 éves)   | SK Slavia Praha          | 7 000 000  | 2025.06.30.       |
| 13                     | Ricardo Rodríguez      | SWI · CHI       | Zürich                   | 1992. augusztus 25. (32 éves) | AC Milan                 | 3 400 000  | 2024.06.30.       |
| 17                     | Wilfried Singo         | CIV             | Odienné                  | 2000. december 25. (24 éves)  | Utánpótlásból került fel | 15 000 000 | 2023.06.30.       |
| 19                     | Valentino Lazaro       | osztrák         | Graz                     | 1996. március 24. (29 éves)   | FC Internazionale Milano | 6 000 000  | 2023.06.30.       |
| 26                     | Koffi Djidji           | CIV · FRA       | Bagnolet                 | 1992. november 30. (32 éves)  | FC Nantes                | 3 000 000  | 2023.06.30.       |
| 27                     | Mërgim Vojvoda         | KOS · ALB       | Llaushë                  | 1995. február 1. (30 éves)    | Standard de Liège        | 5 500 000  | 2024.06.30.       |
| 34                     | Ola Aina               | NGR · ENG       | London                   | 1996. október 8. (28 éves)    | Fulham FC                | 3 500 000  | 2023.06.30.       |
| Középpályások          |                        |                 |                          |                               |                          |            |                   |
| 2                      | Brian Bayeye           | FRA             | Párizs                   | 2000. június 30. (24 éves)    | Utánpótlásból került fel | 100 000    | Nem publikus      |
| 8                      | Jacopo Segre           | ITA             | Torino                   | 1997. február 17. (28 éves)   | Utánpótlásból került fel | 1 600 000  | 2023.06.30.       |
| 10                     | Saša Lukić             | SRB             | Szabács                  | 1996. augusztus 13. (28 éves) | FK Partizan              | 15 000 000 | 2024.06.30.       |
| 14                     | Emirhan Ilkhan         | török           | Isztambul                | 2004. június 1. (20 éves)     | Beşiktaş JK              | 3 000 000  | 2026.06.30.       |
| 16                     | Nikola Vlašić          | horvát          | Split                    | 1997. október 4. (27 éves)    | West Ham United FC       | 22 000 000 | 2023.06.30.       |
| 21                     | Michel Adopo           | FRA · CIV       | Villeneuve-Saint-Georges | 2000. július 19. (24 éves)    | Utánpótlásból került fel | 300 000    | 2023.06.30.       |
| 24                     | Simone Verdi           | ITA             | Broni                    | 1992. július 12. (32 éves)    | SSC Napoli               | 5 000 000  | 2023.06.30.       |
| 28                     | Samuele Ricci          | ITA             | Pontedera                | 2001. augusztus 21. (23 éves) | Empoli FC                | 12 000 000 | Nem publikus      |
| 36                     | Matthew Garbett        | Új-Zéland · FRA | London                   | 2002. április 13. (23 éves)   | Utánpótlásból került fel | 150 000    | 2024.06.30.       |
| 59                     | Alekszej Mirancsuk     | orosz           | Slavyansk-na-Kubani      | 1995. október 17. (29 éves)   | Atalanta BC              | 10 000 000 | 2023.06.30.       |
| 77                     | Karol Linetty          | POL             | Znióváralja              | 1995. február 2. (30 éves)    | UC Sampdoria             | 3 500 000  | 2024.06.30.       |
| Támadók                |                        |                 |                          |                               |                          |            |                   |
| 7                      | Simone Zaza            | ITA             | Policoro                 | 1991. június 25. (33 éves)    | Valencia CF              | 1 000 000  | 2023.06.30.       |
| 9                      | Antonio Sanabria       | PAR · SPA       | San Lorenzo              | 1996. március 4. (29 éves)    | Real Betis               | 7 500 000  | 2025.06.30.       |
| 11                     | Pietro Pellegri        | ITA             | Genova                   | 2001. március 17. (24 éves)   | AS Monaco FC             | 4 500 000  | 2025.06.30.       |
| 20                     | Simone Edera           | ITA             | Torino                   | 1997. január 9. (28 éves)     | Utánpótlásból került fel | 500 000    | 2023.06.30.       |
| 23                     | Demba Seck             | SEN             | Guédiawaye               | 2001. február 10. (24 éves)   | SPAL                     | 3 000 000  | 2026.06.30.       |
| 49                     | Nemanja Radonjić       | SRB             | Niš                      | 1996. február 15. (29 éves)   | Olympique de Marseille   | 4 000 000  | 2023.06.30.       |
| Kölcsönadott játékosok |                        |                 |                          |                               |                          |            |                   |
| Név                    | Poszt                  | Nemzetiség      | Születési hely           | Születési idő (kor)           | Kölcsönben itt           | Érték (€)  | Kölcsön lejárta   |
| Horváth Krisztofer     | középpályás            | HUN             | Hévíz                    | 2002. január 8. (23 éves)     | Debreceni VSC            | 400 000    | 2023.06.30.       |
| Ben Lhassine Kone      | középpályás            | CIV             | Abidjan                  | 2000. március 14. (25 éves)   | Frosinone Calcio         | 450 000    | 2023.06.30.       |
| Magnus Warming         | támadó                 | DEN             | Nyköping                 | 2000. június 8. (24 éves)     | SV Darmstadt 98          | 900 000    | 2023.06.30.       |
| Nicola Rauti           | támadó                 | ITA             | Legnano                  | 2000. április 17. (25 éves)   | SPAL                     | 300 000    | 2023.06.30.       |